# Stupid Spoiled Whore Video Playset
Stupid Spoiled Whore Video Playset is een aflevering van de Amerikaanse animatieserie South Park.

## Verhaal
Paris Hilton duikt op in het winkelcentrum van South Park en kondigt de opening van een nieuwe winkel aan: "Stupid Spoiled Whore". Hier kunnen de meisjes alles vinden om een even grote slet te worden als hun idool Paris.
Na de opening rijdt Paris het dorp uit in haar limousine. Haar Chihuahua Tinkerbell weet de revolver van de chauffeur te bemachtigen en pleegt in een depressieve bui zelfmoord. Paris barst in tranen uit: "Het is weer gebeurd! Alweer een hond die zelfmoord heeft gepleegd!".
Een tijdje later rijdt de limo voorbij Butters. Een nog steeds ontroostbare Paris wil hem als nieuw huisdier. Butters heeft dit niet door en denkt dat ze hem als haar vriend wil. Paris biedt Butters' ouders 200 miljoen dollar aan om hem te kopen. De ouders lijken het eerst een slecht idee te vinden, maar besluiten uiteindelijk om het toch even samen te bespreken.
Even later maken Butters' ouders een beslissing, ze verkopen hem niet... tenzij Paris er 250 miljoen dollar voor overheeft. Paris gaat akkoord en aldus neemt ze Butters een tijdje later mee in de limo. Daar vindt hij een fotoalbum, waarin foto's van al haar huisdieren die zelfmoord pleegden staan. Butters is doodsbang, springt uit de limo en loopt weg.
Intussen hebben de meisjes een feestje georganiseerd met maar één doel: seks hebben met zo veel mogelijk jongens. Cartman is niet uitgenodigd, maar doet er toch alles aan om binnen te raken. Wendy, het enige meisje dat nog normaal is, roept de hulp in van Mr. Slave. Ze wil net zoals alle anderen een slet worden en wil dat hij haar hierbij helpt. Hij legt haar uit dat een slet zijn niet goed is en gaat samen met haar naar het seksfeestje om iedereen te stoppen.
Terwijl Mr. Slave een preek geeft, loopt Butters het feestje binnen, achtervolgd door Paris. Ze komt net op tijd om te horen hoe Mr. Slave vertelt dat er helemaal niets leuk is aan een slet te zijn en dat Paris Hilton "niemand" is. Paris en Mr. Slave beginnen te discussiëren wie van hen de grootste slet is. Ze daagt hem uit voor een wedstrijd.
Paris start met een aantal seks-acts, zoals een volledige ananas in haar vagina stoppen. Wanneer Mr. Slave aan de beurt is, trekt hij zijn broek af, springt hij in de lucht, landt met zijn anus op het hoofd van Paris, waarop haar hele lichaam in Mr. Slave's darmen verdwijnt. Iedereen begint luid te applaudisseren, maar Mr. Slave doet hen stoppen door te nogmaals te vertellen dat sletterig zijn een slechte eigenschap is.
Butters is uiteindelijk blij om ontsnapt te zijn aan een leven samen met Paris Hilton, maar durft nu niet meer onder de ogen van zijn ouders te komen, die slecht gehumeurd zijn omdat ze 250 miljoen dollar misgelopen hebben. Intussen, in Mr. Slave's lichaam, ontmoet Paris de kikkerkoning van de aflevering The Death Camp of Tolerance.
Tien favoriete afleveringen geselecteerd door Matt Stone en Trey Parker:
Stupid Spoiled Whore Video Playset · The Return of the Fellowship of the Ring to the Two Towers · Best Friends Forever · Good Times with Weapons · Casa Bonita · AWESOM-O · Trapped in the Closet · Towelie · Red Hot Catholic Love · Scott Tenorman Must Die

Vier favoriete afleveringen geselecteerd door de fans:
It Hits the Fan · Timmy 2000 · Fat Butt and Pancake Head · The Death Camp of Tolerance

Speciaal bijgevoegd: The Spirit of Christmas (kort geanimeerd)